# 루이스 풀먼
루이스 풀먼(Lewis Pullman, 1993년 1월 29일 ~ )은 미국의 배우이다. 애플 TV+ 시대극 미니시리즈 《레슨 인 케미스트리》(2023)를 통해 2024년 제29회 크리틱스 초이스 텔레비전상과 제39회 인디펜던트 스피릿 어워드 후보에 올랐다.
로스앤젤레스에서 태어났으며, 배우 빌 풀먼의 아들이다.

## 출연 작품

### 영화
- 애프터매스 (2017)
- 린 온 피트 (2017)
- 빌리 진 킹: 세기의 대결 (2017)
- 노크: 초대받지 않은 손님 (2018) - 루크 역
- 배드 타임즈: 엘 로얄에서 생긴 일 (2018) - 마일즈 밀러 역
- 탑건: 매버릭 (2022) - 밥 역
- 케인호의 반란 (2023)
- 살렘스 롯 (2024) - 벤 미어스 역
- 스킨케어 (2024) - 조던 역
- 썬더볼츠* (2025) - 로버트 레이놀즈 역

### 텔레비전
- 캐치-22 (2019, Catch-22)
- 아우터 레인지 (2022, Outer Range)
- 레슨 인 케미스트리 (2023)